# フランツ・ブンケ

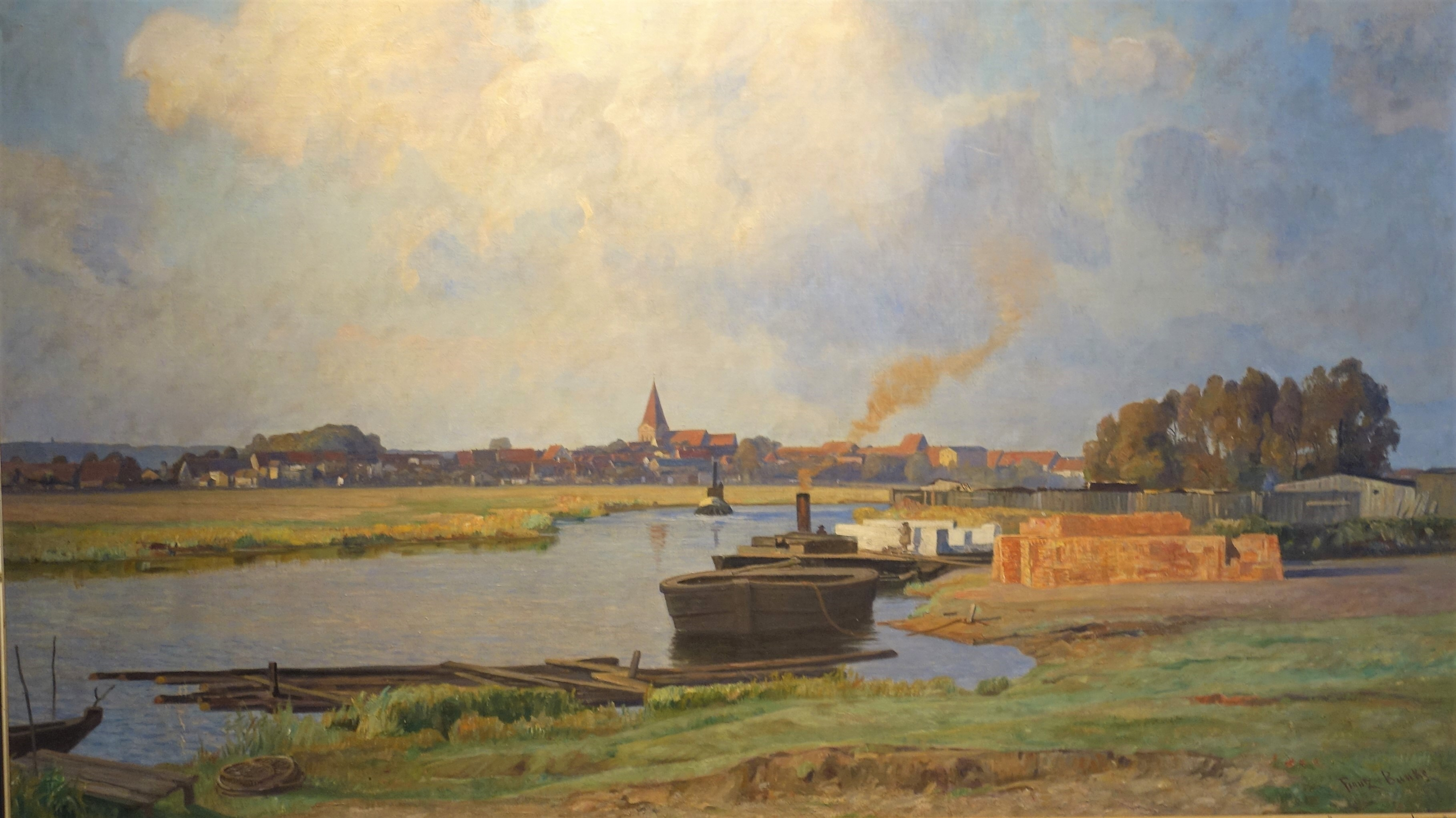
ブンケ作　「ヴァルノウ川のレンガ積み込み船」(c.1910)

フランツ・ブンケ（Franz Wilhelm Johann Bunke、1857年12月3日 - 1939年7月6日）は、ドイツの風景画家である。ヴァイマルのザクセン大公国美術アカデミー(Großherzoglich-Sächsische Kunstschule Weimar)で教授を務めた。

## 略歴
ドイツ北部、メクレンブルク＝シュヴェリーン大公国のシュヴァーン(Schwaan)で建築業を営む父親のもとに生まれた。商業学校で学びながら、1871年からロストックの画家、パウル・ティシュバイン(Paul Tischbein: 1820-1874)から絵を学んだ。ティシュバインが亡くなった後はテオドール・ロッゲ(Theodor Rogge: 1854-1933)に学んだ。
1878年にベルリンのプロイセン美術アカデミーで学び始めるが、 その年のうちにヴァイマルに移り、ザクセン大公国美術アカデミーに入学した。1882年から1884年の間、風景画家のテオドール・ハーゲン(1842-1919)の修士学生となり、1886年からアカデミーで風景画を教え始めた。1910年に教授の称号を得た。
1892年から故郷のシュヴァーンで夏を過ごすようになり、しばしばアカデミーの学生やアカデミーの同僚を伴ってシュヴァーンの風景の写生を行い、シュヴァーンが芸術家村になるのに貢献した。シュヴァーンの風景を描いた画家にはペーター・パウル・ドレヴィンク(Peter Paul Draewing)やアルフレート・ハインゾーン(Alfred Heinsohn)、ルドルフ・ベックシュタイン(Rudolf Bechstein)、ルドルフ・バーテルス(Rudolf Bartels)、エーリッヒ・フェンツメール(Erich Venzmer)、ヴィルヘルム・ファックラム(Wilhelm Facklam)、パウル・ミューラー＝ケンプフらがいる。1896年のベルリン王立芸術アカデミー200周年を記念して開催されたベルリン国際美術展で、賞を得た。
1911年にメクレンブルク＝シュヴェリーン大公フリードリヒ・フランツ4世から勲章を受勲し、1927年にはシュヴァーンの名誉市民になった。
1939年にヴァイマルで没した。

## 作品

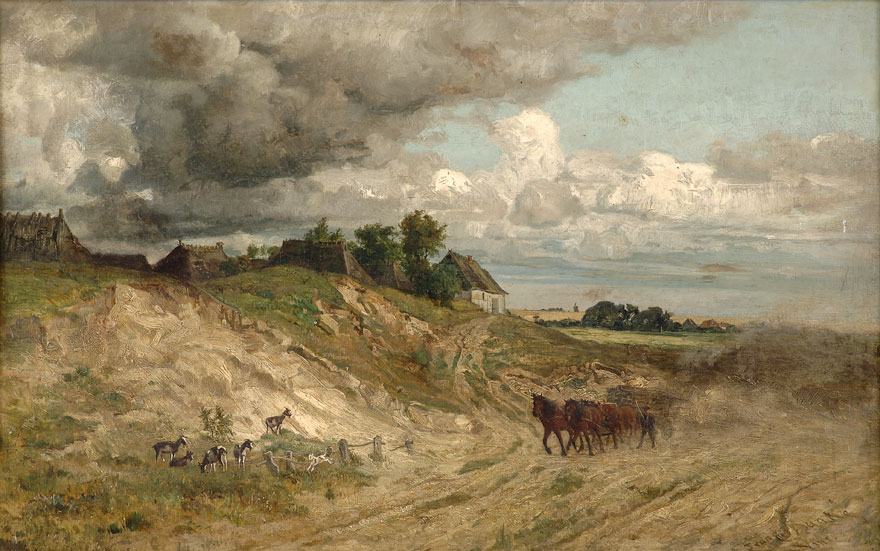
Aufsteigendes Gewitter
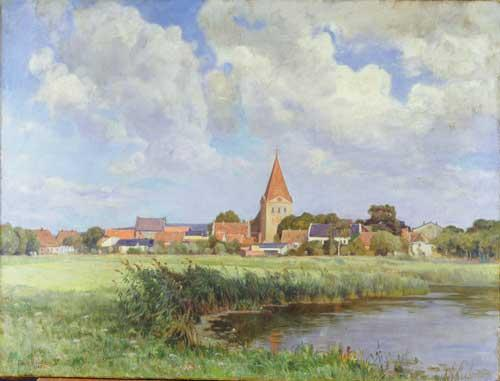
シュヴァーンの村
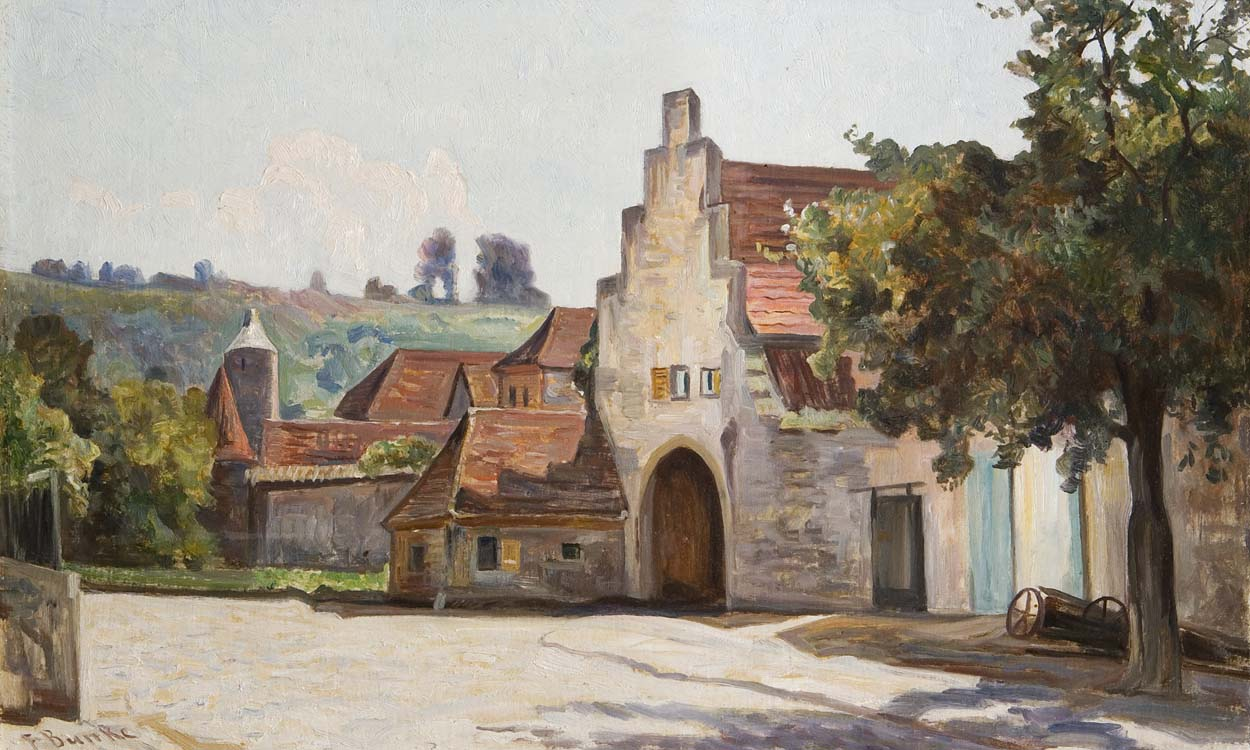
ゾンマーハウゼン・マインフランケンのヴュルツブルク門。
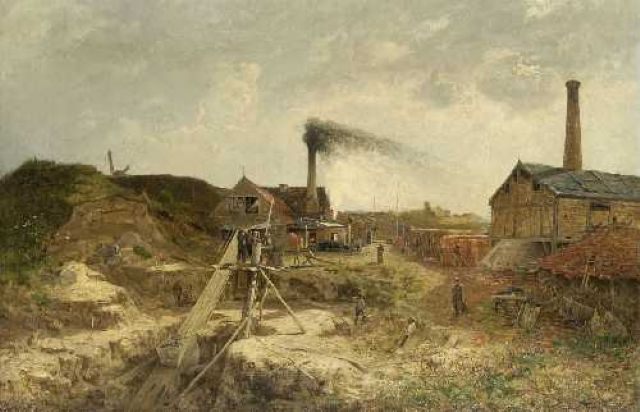
レンガ工場